# Naissance en 899
Naissance
- 895
- 896
- 897
- 898
- 899
- 900
- 901
- 902
- 903

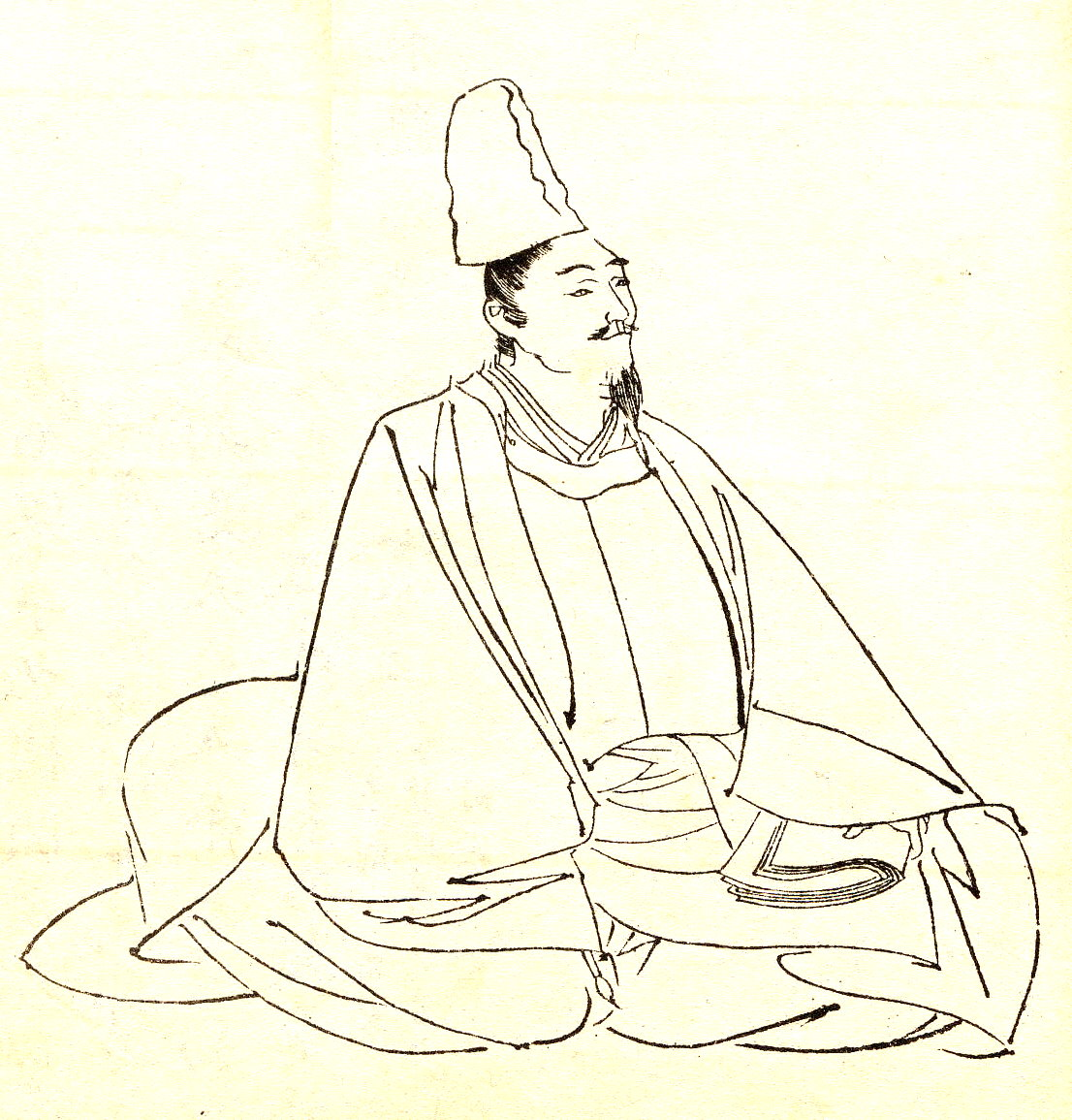
? né en 899.

Cette page dresse une liste de personnalités nées au cours de  l'année 899 :
- Yelü Bei,  fils aîné de Liao Taizu.
- Mohammed Nerchakhy, ou Abou Bakr Mohammed ibn Djaffar Nerchakhy, historien d'Asie centrale.
- Al-Qahir, ou Abû al-Mansûr « al-Qâhir bi-llâh » Muhammad ben Ahmad al-Mu`tadid, troisième fils d'Al-Mu`tadid, calife abbasside.
- Ma Xifan (en), troisième roi des Chu, durant la période des Cinq Dynasties et des Dix Royaumes.
- Ma Xisheng (en), ou Prince de Hengyang, deuxième roi des Chu, durant la période des Cinq Dynasties et des Dix Royaumes.
- Wang Zongyan (en), deuxième et dernier empereur du Grand Shu.
- Werner V (en), comte de la Franconie-occidentale (en allemand : Rhenish Franconian)

## Crédit d'auteurs
- Cet article est partiellement ou en totalité issu de l'article intitulé « 899 » (voir la liste des auteurs).